# Cricket-Nationalmannschaft der Vereinigten Staaten
Die Cricket-Nationalmannschaft der Vereinigten Staaten (englisch United States national cricket team) vertritt die Vereinigten Staaten (USA) auf internationaler Ebene in der Sportart Cricket. Das erste Spiel absolvierte die Mannschaft bereits 1844 gegen Kanada. Ursprünglich wurde das Team von der United States of America Cricket Association (USACA) geleitet, bis der Verband im Jahr 2017 vom Weltverband International Cricket Council (ICC) ausgeschlossen wurde. Im Juni 2017 übernahm der neu gegründete Verband USA Cricket (USAC) die Verantwortung für die Mannschaft, die seit 1965 assoziiertes Mitglied im International Cricket Council ist. Damit gehören sie zur zweiten Reihe der Nationalmannschaften und die US-amerikanische Mannschaft gilt, zusammen mit Bermuda und Kanada, traditionellerweise als eine der stärksten Nationalmannschaften des amerikanischen Doppelkontinentes hinter dem Vollmitglied der West Indies. Seit 2019 verfügen die Vereinigten Staaten, wie alle ICC-Mitglieder, über vollen T20I-Status. Größte Erfolge bei Turnieren waren das Erreichen der Vorrunde bei der Champions Trophy 2004 und der Super 8 beim T20 World Cup 2024.

## Geschichte

### Einführung von Cricket

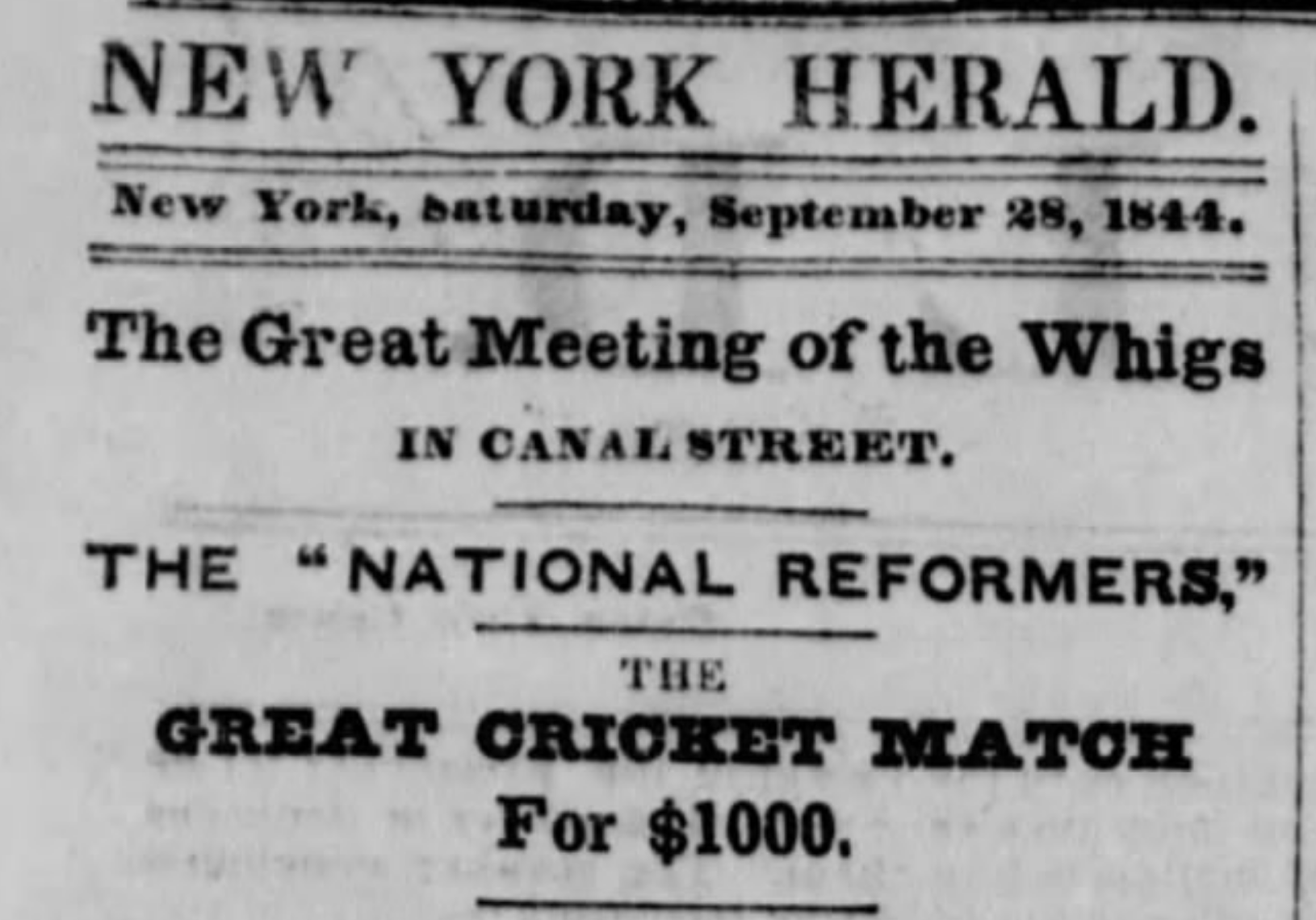
Ankündigung des ersten internationalen Cricket Matches 1844 zwischen Kanada und den Vereinigten Staaten im New York Herald

Im frühen 18. Jahrhundert brachten britische Offiziere Cricket in die Dreizehn Kolonien. Die früheste Erwähnung von Cricket datiert aus dem Jahr 1709 im heutigen Bundesstaat Virginia, als William Byrd II. mit seinen Freunden auf seinem Anwesen Westover Cricket spielte. Zu dieser Zeit entstanden die ersten Cricketclubs. Anfangs wurde Cricket hauptsächlich von Offizieren der British Army und anglophilen Kolonisten ausgeübt, aber auch unter amerikanischen Gentleman entwickelte es sich zu einer beliebten Freizeitbeschäftigung (mehrere Gründerväter der Vereinigten Staaten spielten Cricket). Das erste verzeichnete Spiel fand 1751 statt. Zunächst spielten die Clubs untereinander, dann aber auch gegen kanadische Mannschaften. Dem Vernehmen nach war George Washington, der spätere erste Präsident der Vereinigten Staaten, ein großer Unterstützer und spielte während der Amerikanischen Revolution zumindest ein Mal mit seinen Soldaten eine Partie Wicket, eine heimische Cricket-Version. Dokumentiert ist eine Cricketpartie bei Valley Forge, dem Winterlager seiner Truppen 1777/78, an der Washington teilnahm. In den 1780er Jahren sagte John Adams der Überlieferung nach im Kongress, wenn Vorsitzende von Cricket Clubs „Präsidenten“ genannt werden können, dann gebe es keinen Grund, den Anführer der neuen Nation nicht ebenso zu nennen. 1833 gründeten Studenten am Haverford College eine Cricketmannschaft und etablierten den Sport in Philadelphia, das sich später zur Cricket-Hochburg in den Vereinigten Staaten entwickelte.
Vom 24. bis 26. September 1844 bestritten die Vereinigten Staaten ihr erstes Länderspiel gegen Kanada vor 20.000 Zuschauern beim St George’s Cricket Club im Bloomingdale Park in New York, dem Ort der späteren medizinischen Fakultät der New York University. Es war das erste Länderspiel überhaupt und zählt zu den ersten internationalen Sportereignissen der modernen Geschichte. Kanada, das unter der Bezeichnung British Empire’s Canadian Province antrat, gewann das Spiel mit 23 Runs. Dieses Spiel wurde bis in die 1920er Jahre jährlich wiederholt und legte den Grundstein für die älteste sportliche Rivalität, welche selbst 30 Jahre älter ist als die bekannteste Rivalität im internationalen Cricket, The Ashes zwischen Australien und England. 1845 fand das erste Länderspiel zwischen beiden Mannschaften in Kanada statt, das die Gäste mit 61 Runs verloren. 1846 bowlten die Vereinigten Staaten die Kanadier in New York für 28 Runs aus, dem niedrigsten Ergebnis der Nationalmannschaft überhaupt. 1853 gewannen die Vereinigten Staaten in Harlem erstmals gegen Kanada. Der fast bowler Joel Bradbury nahm 1854 in Toronto gegen die Vereinigten Staaten neun Wickets für sechs Runs, worauf die Gäste für nur 32 Runs ausgebowlt wurden. Bis heute ist dies das niedrigste Ergebnis der Vereinigten Staaten gegen Kanada.

### Verbreitung im 19. Jahrhundert

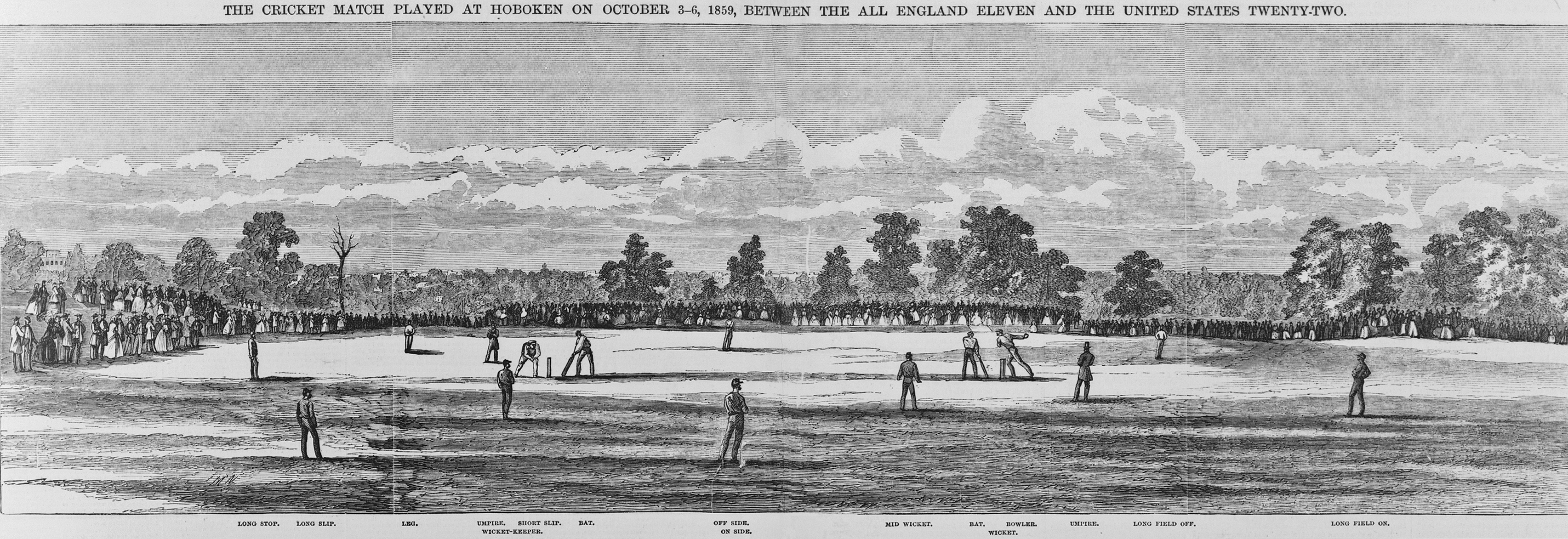
Cricket Match zwischen England und den Vereinigten Staaten am 3.–6. Oktober 1859 in Hoboken

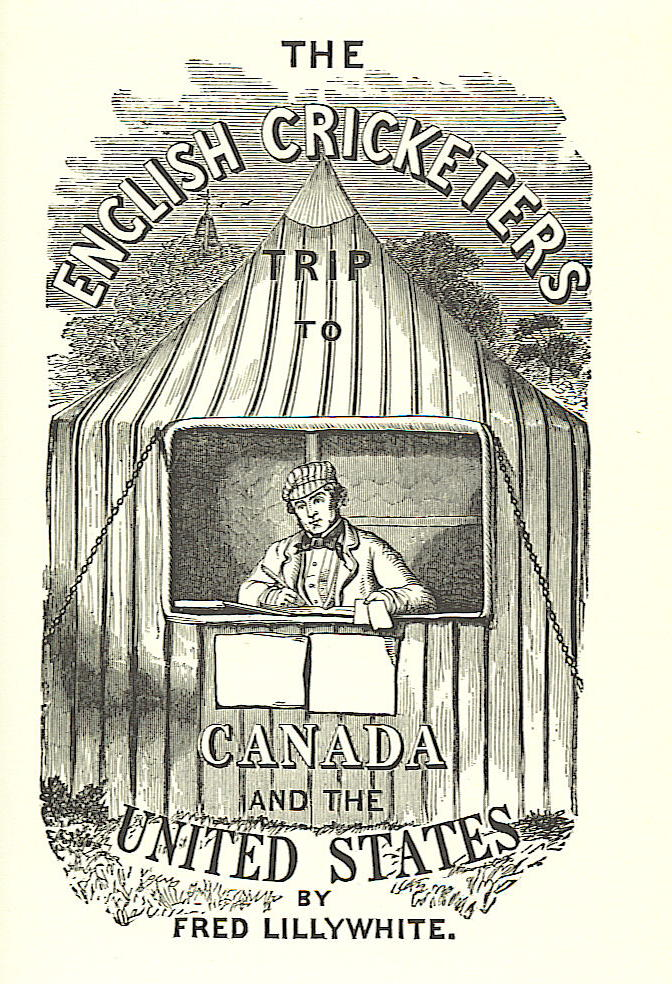
Fred Lillywhite in seinem Zelt (The English Cricketers’ Trip to Canada and the United States in 1859)

George Parr führte 1859 eine englische Mannschaft auf ihrer Tour in die Vereinigten Staaten an, es handelte sich die erste Cricket-Tour überhaupt. Anschließend verfasste Fred Lillywhite das Buch The English Cricketers’ Trip to Canada and the United States, das im darauf folgenden Jahr erschien und eines der ersten Cricket-Bücher überhaupt ist. Auf der Tour, die auch nach Kanada führte, gewann die Mannschaft alle seine fünf Spiele, darunter Begegnungen mit den Nationalmannschaften Kanadas und der Vereinigten Staaten; alle Gegner traten mit 22 Spielern an. Auf der Tour absolvierten die Gäste auch Spiele im Rahmen von Ausstellungen und unternahmen zwei Ausflüge zu den Niagarafällen. 1862 spielten die Brüder George und Harry Wright für die Vereinigten Staaten; beide wurden später einflussreiche Spieler in der Major League Baseball und in die Baseball Hall of Fame aufgenommen. 1864 spielte das Haverford College erstmals gegen die University of Pennsylvania, dem drittältesten interkollegialen Match in den Vereinigten Staaten. 1868 und 1872 folgten weitere Touren englischer Mannschaften nach Nordamerika, wobei die Gäste ebenfalls auf Kanada und die Vereinigten Staaten trafen. Diese Touren waren rein kommerzielle Unternehmungen. Die meisten Spiele waren als against odds angesetzt, um sie ausgeglichener zu gestalten; dabei durfte die Heimmannschaften mehr als elf Spieler einsetzen (meist 22).
1872 war der bekannte Cricketspieler W. G. Grace Teil der englischen Mannschaft, die auf die Vereinigten Staaten traf. 1874 nahm die Mannschaft Philadelphias am Halifax International Cricket Tournament in Halifax teil, was als das älteste internationale Cricketturnier gilt. Im selben Jahr besuchte eine Baseballmannschaft England, wo sie sowohl Baseball als auch Cricket spielte. 1878 tourte eine australische Mannschaft in die Vereinigten Staaten und gewann die Spiele gegen All New York, dem Peninsular Cricket Club in St. Louis und California in San Francisco, während sie gegen Philadelphia ein Remis erzielten. Das letztgenannte Spiel war das erste First-Class-Match in den Vereinigten Staaten, womit sie noch vor den etablierten Cricketnationen Afrikas und Asiens First-Class Cricket spielten. 1879 besuchte Irland die Vereinigten Staaten und erzielte in der Serie von zwei Spielen gegen Philadelphia ein Unentschieden. 1882 besiegte Australien bei seinem zweiten Besuch eine aus 18 Spielern bestehende Mannschaft Philadelphias mit neun Wickets und ein Jahr später debütierte George Wright für die Nationalmannschaft im First-Class-Match gegen Philadelphia, womit er der erste und bisher einzige Sportler wurde, der sowohl First-Class-Cricket als auch Major League Baseball spielte. Die West Indies bestritten auf ihrer Tour 1886 unter anderem Spiele in New York und Philadelphia.
Ab den 1880er Jahren absolvierten sie auch eigene Touren, unter anderem nach Britisch-Guayana, wo sie 1888 gegen die West Indies gewannen. Ein früher herausragender Spieler war Bart King, der für Philadelphia spielend gegen internationale Mannschaften wie England und Australien herausgehobene Leistungen als Bowler aufweisen konnte. King debütierte 1892 für die Vereinigten Staaten im jährlichen Spiel gegen Kanada und er gilt as der beste US-amerikanische Cricketspieler. In den 1890er erfuhren die gegenseitigen Spiele mit Kanada neue Beliebtheit mit den zwei wohl besten All-roundern in der Geschichte des nordamerikanischen Crickets: dem Amerikaner Bart King und dem Kanadier Jack Laing. Beide Spieler dominierten das nordamerikanische Cricket für beinahe 20 Jahre und große Zuschauermengen verfolgten ihre Duelle. Regelmäßig fanden Spiele gegen die Vereinigten Staaten statt, bis es 1912 zu einer Unterbrechung kam.

### Niedergang
Trotz der Beliebtheit von Cricket im 18. und zu Beginn des 19. Jahrhunderts setzte in den 1850er und 1860er Jahren die Verdrängung durch Baseball ein. Als das Interesse am Baseball zunahm, wurden die Regeln dieser Sportart leicht angepasst, um ihre Beliebtheit weiter zu erhöhen. So führte man runde Baseballschläger ein, die im Kontrast zu den flachen Cricketschlägern, den Bats, einfacher zu produzieren waren. Ein anderer Grund für den Niedergang von Cricket war möglicherweise sein Amateurstatus in den Vereinigten Staaten, wodurch er hauptsächlich von Wohlhabenden ausgeübt wurde, während sich in England und Australien eine professionelle Version entwickelt hatte. Als das Niveau aufgrund der Professionalität weltweit anstieg, bestanden die Cricketclubs in den USA auf ihre Exklusivität. Clubs wie Philadelphia und Merion gaben das Cricket auf und passten ihre Infrastruktur an andere Sportarten wie Golf und Tennis an. Einige städtische Cricketclubs trugen unwissend zu ihrem eigenen Ende bei, indem sie Baseballmannschaften sponsorten. Gegen 1900 war Baseball bereits die kulturell und numerisch dominierende Sportart in den Vereinigten Staaten, während Cricket weitestgehend aus dem Alltag verschwand.
Die im Jahr 1909 gegründete Imperial Cricket Conference (heute International Cricket Council, ICC) untersagte ausdrücklich die Aufnahme von Staaten, die nicht dem British Emire angehörten, wodurch auch dieser Weg der Professionalisierung verschlossen blieb. Dadurch wurden die Weiterentwicklung des Cricket in den USA erschwert und seine Professionalisierung weiter verzögert. Es bleibt umstritten, inwiefern ein mehr zugänglicher Weltverband die Weiterentwicklung in den USA vorangetrieben hätte. Unabhängig davon florierte der Sport in den Vereinigten Staaten nicht so wie im British Empire. Von den 1880er Jahren bis zum Ausbruch des Ersten Weltkrieges gab es keine Nationalmannschaft im eigentlichen Sinne, sondern eine Amateurauswahl, die von Clubs der Crickethochburg Philadelphia und deren Umgebung rund um den Delaware River zusammengestellt wurde.

### Philadelphias Cricket

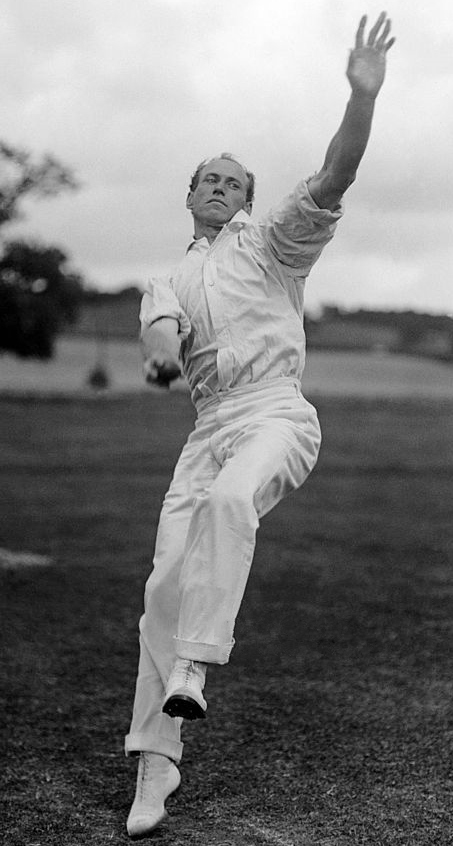
Bart King gilt als der beste Cricketspieler der USA überhaupt

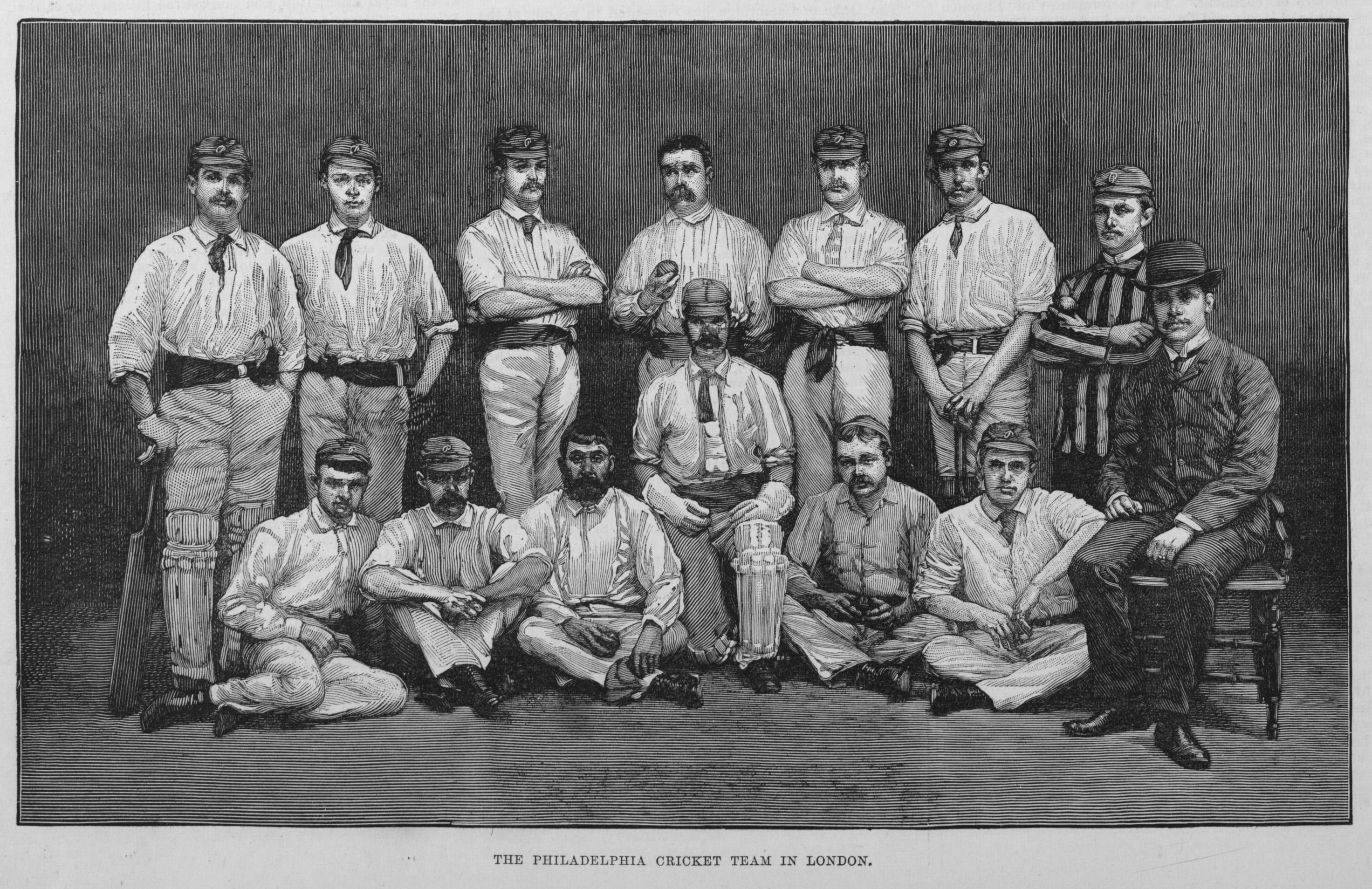
Philadelphias Cricket-Mannschaft, hier auf ihrer Englandtour 1884, war die wichtigste Amerikanische Cricket-Mannschaft für die Jahrzehnte nach dem Amerikanischen Bürgerkrieg

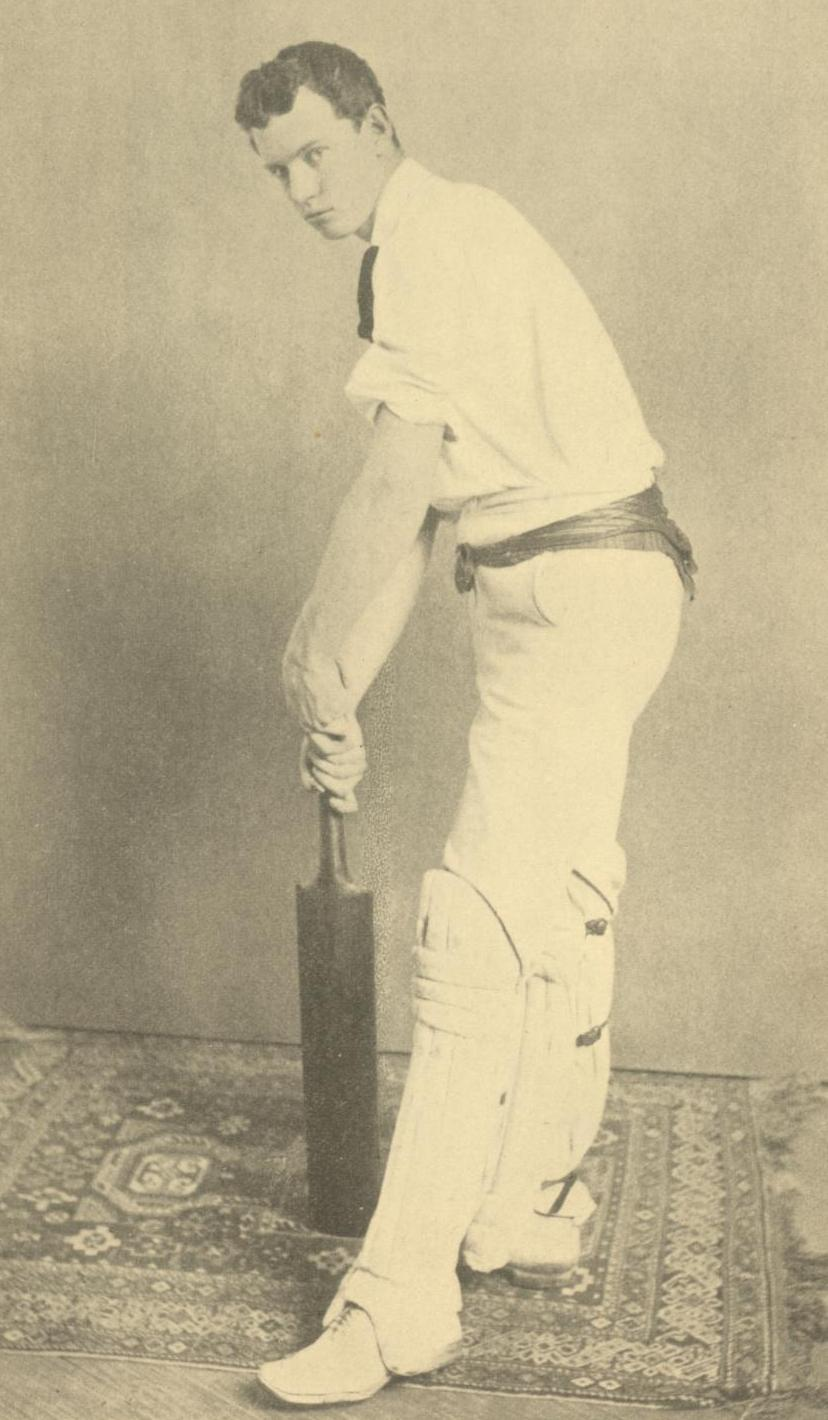
George Patterson erzielte mit 271 First-Class-Runs das höchste Ergebnis eines Spielers aus einer assoziierten Cricketnation und er wurde der „W. G. Grace des amerikanischen Crickets“ genannt

Philadelphias Cricket-Mannschaft vertrat die Stadt zwischen 1878 und 1913 im First-Class Cricket. Obschon die Vereinigten Staaten 1844 das erste internationale Cricketspiel gegen Kanada absolviert hatten, erfuhr der Sport einen Niedergang, der sich durch die wachsende Beliebtheit von Baseball weiter beschleunigte. In Philadelphia blieb Cricket jedoch beliebt und vom ausgehenden 19. Jahrhundert bis zum Ausbruch des Ersten Weltkrieges verfügte die Stadt über eine First-Class-Mannschaft, die sich mit den besten im internationalen Cricket messen konnte. Diese Mannschaft bestand aus Spielern der vier dominierenden Cricketclubs Philadelphias: Germantown, Merion, Belmont und Philadelphia. Spieler aus kleineren Clubs wie Tioga und Moorestown, aber auch örtlichen Colleges wie Haverford und Penn, spielten ebenfalls für Philadelphia. In 35 Jahren spielte die Mannschaft in 89 First-Class-Matches. Von diesen gewannen sie 29, verlor 46, erzielte 13 Remis und ein Spiel wurde abgebrochen.
1884 fand die erste Englandtour Philadelphias statt, jedoch ohne First-Class-Match. Ein Jahr später erzielte Philadelphia seinen ersten First-Class-Sieg gegen eine Gastmannschaft, als es eine Auswahlmannschaft unter Führung Ned Sanders’ mit 109 Runs beim Germantown Cricket Club besiegte. 1886 besuchten die West Indies erstmals Nordamerika und spielten unter anderem in New York und Philadelphia. Zwei Jahre später empfing man Irland, das gegen Longwood und All New York gewann, jedoch zweimal Philadelphia unterlag. 1889 folgte die zweite Englandtour, ebenfalls ohne First-Class-Matches. Anschließend besuchte man Irland und Schottland; während man gegen die Iren ein Remis erzielte, bezwang man die Schotten mit zehn Wickets. Zwei Jahre später war Lord Hawkes Auswahlmannschaft zu Besuch, wobei diese je ein First-Class-Match gegen Philadelphia gewann und verlor, bevor es in New York, Baltimore, Boston und Chicago spielte. 1892 besuchten die Iren wieder die Vereinigten Staaten. Sie spielten in Philadelphia, Boston, New York und Baltimore. Die Serie von drei Spielen gegen Philadelphia endete 1–1 unentschieden.
In dem Jahr debütierte Bart King für die Vereinigten Staaten im jährlichen Spiel gegen Kanada und er gilt als der beste Cricketspieler, der in diesem Zeitraum für Philadelphia spielte. Er war ein erfahrener Batter, zeigte seine Fähigkeiten aber auch im Bowling. Während seiner Laufbahn erzielte er mehrere nordamerikanische Rekorde, darunter ein First-Class-Bowling-Rekord. Er trat erfolgreich gegen die besten Cricketspieler der Welt aus England und Australien an. King war der dominierende Bowler auf den Englandtouren seiner Mannschaft der Jahre 1897, 1903 und 1908. Er bowlte Batter mit seiner einzigartigen Wurftaktik aus, die er the angler getauft hatte, und half dabei, das swing bowling zu verbessern. Seitdem stützten sich die besten Bowler der Welt auf seine Strategien und Techniken. Pelham Warner nannte Bart King einen der besten Bowler aller Zeiten und Donald Bradman nannte ihn „Amerikas besten Cricket-Sohn“. 1893 nahm King in seinem First-Class-Debüt sieben australische Wickets und führte Philadelphia zu einem Sieg mit einem Innings. Darauf erzielte Australien ein Remis gegen New York, einen First-Class-Sieg gegen Philadelphia sowie Siege gegen Massachusetts und Detroit. Beim Besuch der Australier 1912 spielte King in seinen letzten First-Class-Matches, die Serie endete 1–1 unentschieden.
1894 besuchte Lord Hawkes Auswahlmannschaft erneut die Vereinigten Staaten. Die Gäste gewannen beide First-Class-Matches gegen Philadelphia. George Patterson erzielte 271 First-Class-Runs für seine Mannschaft gegen Arthur Woods Mannschaft. Bis heute ist dies das höchste Ergebnis im First-Class-Cricket von einem Spieler aus einer assoziierten Cricketnation. Zwei Jahre später gelang Philadelphia ein weiterer First-Class-Sieg gegen Australien, dennoch verlor man die Serie mit 1–2. Australien traf auf seiner Tour auch auf New Jersey, Chicago und Kalifornien. 1897 besuchte Pelham Warners Mannschaft die Vereinigten Staaten und spielte in New York, Baltimore und Philadelphia. Die Besucher erzielten je einen Sieg und eine Niederlage in den First-Class-Matches gegen Philadelphia. Im selben Jahr folgte die dritte Englandtour Philadelphias, diesmal mit First-Class-Matches. Man gewann zweimal und erlitt neun Niederlagen in 14 Spielen. Im darauf folgenden Jahr erfolgte der zweite Besuch von Pelham Warners Mannschaft, mit einem weiteren Spiel in Chicago. Die Gäste gewannen beide First-Class-Matches gegen Philadelphia. 1899 führte Ranjitsinhji eine Auswahlmannschaft in die Vereinigten Staaten, die beide First-Class-Matches gegen Philadelphia mit je einem Innings gewannen. Zwei Jahre später führte Bernard Bosanquet, der Erfinder des googly, eine Auswahlmannschaft in die Vereinigten Staaten. Die Serie von zwei First-Class-Matches gegen Philadelphia endete mit 1–1 unentschieden. 1903 wurde Kent die erste englische County-Mannschaft, die die Vereinigten Staaten besuchte. Die Gäste gewannen beide First-Class-Matches gegen Philadelphia. Danach besuchte Philadelphia für eine zweite First-Class-Tour England, auf der man sechs seiner 15 Spiele gewann.
1905 unternahm der Marylebone Cricket Club (MCC) seine erste Tour in die Vereinigten Staaten, die Serie von zwei First-Class-Matches gegen Philadelphia endete 1–1 unentschieden. 1907 besuchte Philadelphia Bermuda und verlor das Zweitagesspiel gegen den Gastgeber mit 47 Runs. Im selben Jahr erzielte der MCC gegen Philadelphia zwei Remis. 1906 besuchte Philadelphia wieder Bermuda, gewann diesmal jedoch mit acht Wickets. Darauf folgte die letzte Englandtour für Philadelphia, auf der man zehn First-Class-Matches bestritt, von denen man vier gewann und sechs verlor. Bart King nahm auf der Tour 87 Wickets mit einer Bowling Average von 11.01, was bis 1958 dem besten individuellen Bowling-Wert in England entsprach. 1909 war Irland zu Besuch in den Vereinigten Staaten. Im ersten First-Class-Match nahm King alle zehn irischen Wickets im ersten Innings und einen Hattrick im zweiten Innings, womit Philadelphia das Spiel mit einem Innings gewann. Das zweite Spiel gewann man ebenfalls mit einem Innings. Danach besuchte Philadelphia Jamaika und gewann die Serie von drei First-Class-Matches mit 2–1. Ein Jahr später unterlag Philadelphia in Hamilton gegen den Gastgeber mit neun Wickets. 1911 besuchte Bermuda erstmals die Vereinigten Staaten. Im Spiel gegen Philadelphia in Haverford nahm Gerald Conyers zum Ende von Philadelphias Innings sechs Wickets für zwei Runs, was zwei Hattricks waren, und erzielte ein Bowling von 15/138 im Sieg mit sechs Runs. Beim nächsten Besuch gewann der Gastgeber in Hamilton gegen Philadelphia mit sieben Wickets. 1912 erfolgte eine weitere Tour Philadelphias nach Bermuda, wo man gegen die Nationalmannschaft mit vier Wickets unterlag. 1913 wurden während der australischen Nordamerikatour die letzten First-Class-Matches in den Vereinigten Staaten für mehr als 90 Jahre gespielt. Die Gäste gewannen zwei und erzielten ein Remis gegen Philadelphia. Weitere Spiele fanden in New York, Chicago, Pittsburgh und Rhode Island statt, wobei der Germantown Cricket Club gegen die Gäste gewann. Teil der Tour waren zwei First-Class-Matches gegen eine gemeinsame kanadisch-amerikanische Mannschaft, die mit Siegen der Gäste endeten. Nach dem Krieg begann der Niedergang des Cricket auch in Philadelphia und man verlor eine Serie von vier Spielen gegen New York mit 1–3. 1921 besuchte eine ostkanadische Auswahl die Vereinigten Staaten und erzielte gegen Philadelphia ein Remis. Zwei Jahre später verlor Bermuda eine Serie von zwei Spielen gegen Philadelphia mit 0–1 und 1928 erzielten die Gäste ein Remis gegen Philadelphia.

### Nachkriegsjahre
In der Zwischenzeit ging der Cricketbetrieb in den Amerikanischen Jungferninseln fort. Diese Inselgruppe stellt jedoch Spieler für das West Indies Cricket Team, das seit 1928 über Test-Cricket-Status verfügt. Die Amerikanischen Jungferninseln vertraten zwischen 1885 und 1894 die Vereinigten Staaten in sechs internationalen Matches. Davon gewannen sie eines, verloren zwei und drei endeten in Remis. 1932 besuchten die Australier die Vereinigten Staaten, unter den Spielern war auch der bekannte Donald Bradman. 1958 war Pakistan für Spiele in Philadelphia, New York und Massachusetts zu Gast. Ein Jahr später folgte der Besuch des MCC für Spiele in Philadelphia und Washington, D.C.
Bis in die Mitte der 1960er Jahre, als der ICC nach Reformen assoziierte Mitglieder zuließ, fristete das Cricket ein Nischendasein. Daher kam es zum endgültigen Kollaps des Sports in den USA in den 1930er Jahren. Nach dem Zweiten Weltkrieg brachten Migranten aus dem Vereinigten Königreich und später der Karibik sowie Südasien den Sport wieder ins Land und verhalfen ihm zu einer Wiederbelebung. Die United States Cricket Association wurde 1961 gegründet und zwei Jahre später konnten die Länderspiele gegen Kanada wieder aufgenommen werden, wobei Kanada das erste Spiel in Toronto mit einem Innings gewann. 1964 war Yorkshire für Spiele in New York, Washington, D.C. und Hollywood zu Besuch. Die Wiederbelebung führte 1965 zur Aufnahme der Vereinigten Staaten in den ICC (die Abkürzung stand neu für International Cricket Council). Im selben Jahr debütierte Cliff Severn im Alter von 39 zusammen mit seinem jüngeren Bruder Winston in einem Zweitagesspiel gegen Kanada im Riley Park Calgary für die Vereinigten Staaten. Ein Jahr später gewannen die Vereinigten Staaten das Rückspiel auf dem C. Aubrey Smith Field in Los Angeles mit 54 Runs. Mit der Zeit verbreitete sich das Cricket in alle 50 Bundesstaaten. Ebenfalls 1965 besuchte Worcestershire die Vereinigten Staaten für Spiele in Honolulu und Hollywood. Darauf folgte der Besuch Neuseelands, einschließlich eines Spieles in Los Angeles. 1967 besuchte der MCC die Vereinigten Staaten für Spiele in Washington, D.C., Philadelphia und New York. Ein Jahr später unternahmen die Amerikaner ihre erste Englandtour, wo sie gegen zweite Mannschaften der County Clubs und kleinere Counties antraten. 1973 bezwangen sie in Los Angeles Irland mit 42 Runs.

### Verpasste Turniere

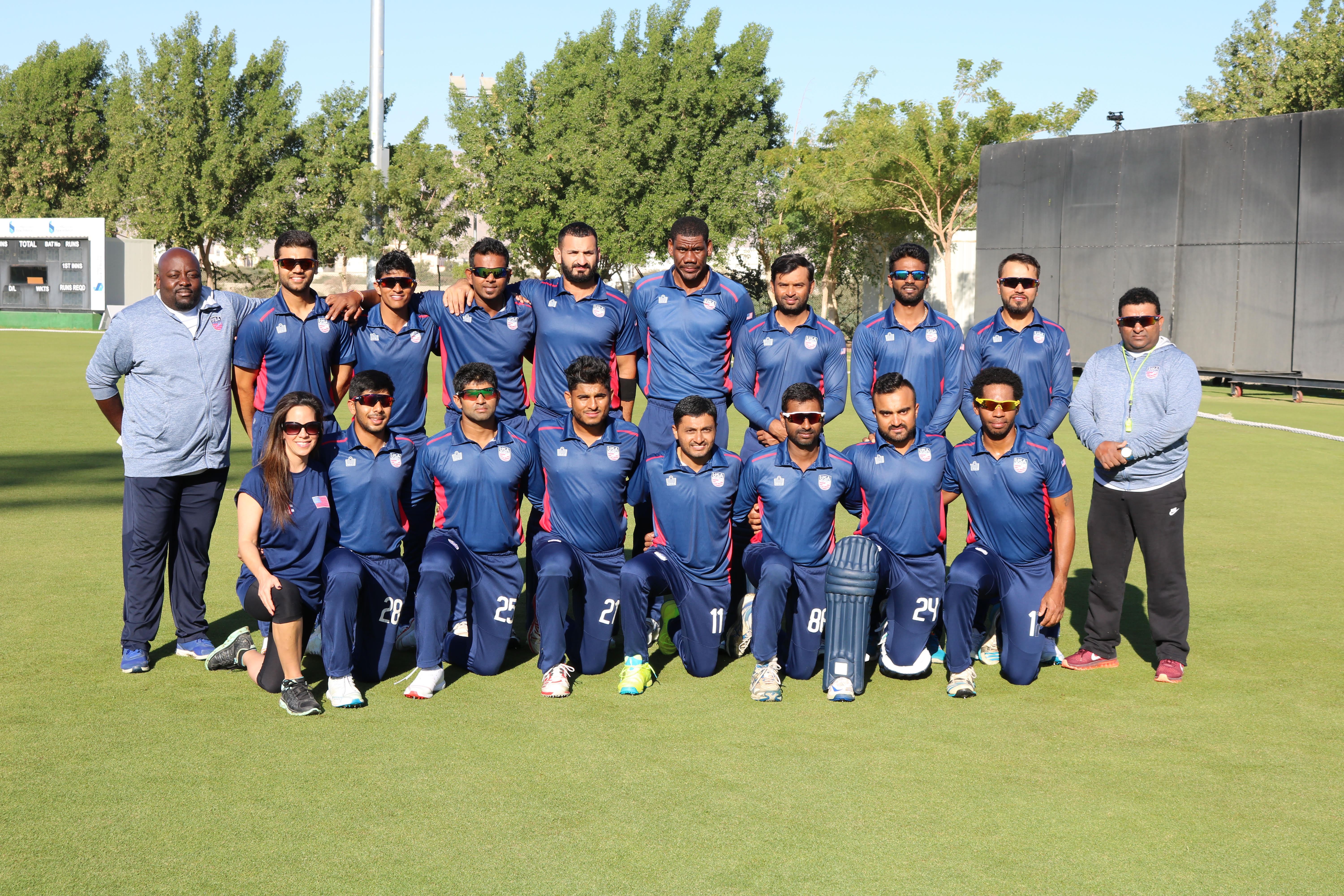
Die Cricket-Nationalmannschaft der USA, 2017

Zum ersten Cricket World Cup 1975 erhielten die USA zwar keine Einladung, doch als assoziierte Mitglieder waren sie berechtigt, an der ICC Trophy 1979 teilzunehmen. Dort siegten sie gegen Israel und Wales, aber nach der Niederlage gegen Sri Lanka schieden sie aufgrund ihrer schlechteren Net Run Rate aus. Damit scheiterten die USA mit dem Versuch, sich für den Cricket World Cup 1979 zu qualifizieren. Drei Jahre später erzielten sie beim ICC Trophy 1982 nur einen Sieg gegen Israel und schieden abermals aus, womit sie auch den Cricket World Cup 1983 verpassten. Bei der ICC Trophy 1986 erreichten sie in der Vorrunde Punktgleichheit mit den Niederlanden und Bermuda, schieden jedoch erneut aufgrund der schlechteren Net Run Rate als Gruppendritte aus, was für die Qualifikation zum Cricket World Cup 1987 nicht ausreichend war. In der ICC Trophy 1990 überstanden die USA erstmals die Vorrunde, wurden jedoch in der Zwischenrunde Gruppenletzter und scheiterten damit in der Qualifikation zum Cricket World Cup 1992. Die ICC Trophy 1994 endete erneut mit einem Scheitern in der Vorrunde, ebenso die Ausgabe 1997. Damit versäumten die Amerikaner die World Cups der Jahre 1996 und 1999. Ab 1998 nahmen sie auch am One-Day Cup in den West Indies teil. Im Jahr 2001 überstanden sie zwar erneut die Vorrunde, waren aber als Sechstplatzierte der Super League nicht in der Lage, sich die Qualifikation für den Cricket World Cup 2003 zu sichern. Ab 2000 nahmen die Vereinigten Staaten an jeder Americas Championship teil, wobei sie die Austragung 2002 in Argentinien für sich entschied.
Das Team nahm an der ICC Six Nations Challenge 2004 teil und konnte es für sich entscheiden. Dies berechtigte es zur Teilnahme an der ICC Champions Trophy 2004, wobei es in seinen ersten One-Day Internationals (ODIs) überhaupt jeweils deutlich gegen Neuseeland und Australien verlor. Im selben Jahr fanden während des ICC Intercontinental Cup die ersten First-Class-Matches in den Vereinigten Staaten seit mehr als 90 Jahren statt, wobei die Gastgeber gegen Kanada verloren. John Davison erzielte mit 17 Wickets für Kanada das beste First-Class-Bowling seit Jim Laker. Danach gewannen die Amerikaner zwar gegen Bermuda, verpassten aber das Halbfinale. Die Americas Championship 2004 in Bermuda beendeten sie hinter Kanada auf dem zweiten Platz. Im ICC Intercontinental Cup 2005 wurde das Team vom Weltverband ausgeschlossen, da sich konkurrierende Verbände nicht auf eine Mannschaft einigen konnten. Bei der ICC Trophy 2005 landeten die Vereinigten Staaten auf den letzten Gruppenplatz und verpassten somit den Cricket World Cup 2007, außerdem verloren sie ihren ODI-Status. Im August 2006 kehrten die USA auf die internationale Bühne zurück und nahmen an der Division One der Americas Championship in Kanada teil. Bei fünf teilnehmenden Mannschaften belegten sie den zweiten Platz.
Im Mai 2007 sollte die Nationalmannschaft nach Darwin aufbrechen, um an der Division 3 teilzunehmen. Die zwei besten Mannschaften dieses Turnieres konnten sich für die Division 2 im selben Jahr qualifizieren. Der ICC suspendierte jedoch die United States of America Cricket Association und schloss die Nationalmannschaft vom Turnier aus, womit sie sich nicht mehr für den Cricket World Cup 2011 qualifizieren konnte. Die Suspendierung war die Folge eines Konflikts über das Gründungsdokument des Verbandes. Anfang 2008 wurde der Konflikt beigelegt und die Suspendierung wurde am 1. April desselben Jahres aufgehoben.
Für den nächsten Zyklus setzte der ICC die World Cricket League 2007–09 auf, die neue Spielmöglichkeiten schuf. Nach der Wiederzulassung begannen die Amerikaner in der Division 5, bei der sie sich zwar in der Vorrunde durchsetzen konnten, aber im Halbfinale gegen Jersey ausschieden; ebenso verloren sie das Spiel um den dritten Platz gegen Nepal. Damit erreichten sie abermals die direkte Qualifikation für die Division 5 der World Cricket League 2009–14. Nach der Finalniederlage dort gegen Nepal stiegen sie als Zweitplatzierte auf. Mit dem Aufkommen des T20I-Crickets erhielten sie beim World Twenty20 Qualifier 2010 einen Startplatz, nachdem sie zuvor die ersten beiden World Twenty20 der Jahre 2007 und 2009 verpasst hatten. Sie scheiterten an Irland und Afghanistan und versäumten die World Twenty20 2010. In der Division 4 setzten sich die Amerikaner im Finale gegen Italien durch erreichten als Erstplatzierte die Qualifikation für die Division 3, wo sie dann als Letztplatzierte den Cricket World Cup 2015 verpassten. Über die Qualifikation zum ICC World Twenty20 Qualifier 2012 erreichten sie das Qualifikationsturnier, bei dem sie jedoch in der Vorrunde ausschieden. Dabei hatten sie im letzten Spiel gegen Schottland die Chance, mit einem hohen Sieg diese zu überstehen, jedoch war der erzielte Sieg nicht ausreichend, womit sie auch an der Qualifikation für die World Twenty20 2012 scheiterten.
In der World Cricket League Division Four 2012 sicherten sich die Vereinigten Staaten wieder den Aufstieg und bei der World Cricket League Division Three 2013 auch den Klassenerhalt. Beim World Twenty20 Qualifier 2013 waren sie abermals dabei, schieden jedoch als Gruppenletzter aus und verpassten die World Twenty20 2014. In der Division 3 der World Cricket League 2012–18 stiegen sie abermals ab. Beim World Twenty20 Qualifier 2015 für die World Twenty20 2016 scheiterten sie ein weiteres Mal in der Vorrunde.
Am 26. Juni 2015 suspendierte der ICC den Verband erneut, diesmal jedoch nachdem eine Untersuchung des ICC „erhebliche Besorgnis über die Führung, Finanzen, den Ruf und die Cricket-Aktivitäten der USACA geäußert“ hatte. Diese Suspendierung hatte zwar keine Auswirkungen auf die Spiele der Nationalmannschaft, der Weltverband strich jedoch seine finanziellen Zuwendungen und verbot dem Verband die Durchführung jeglicher Turniere in den USA (während das ICC weiterhin Turniere in den USA organisieren konnte). Die Suspendierung sollte so lange fortbestehen, bis der US-amerikanische Verband dem ICC beweisen konnte, dass sich die „Bedingungen in Bezug auf Verwaltung, Finanzen und seine Cricket-Aktivitäten“ signifikant verbessert hätten.
Beim Division-4-Turnier der World Cricket League auf heimischen Boden stiegen die Amerikaner abermals auf und sicherten in Division 3 den Verbleib in der Liga. Bei der Division 3 der World Cricket League 2017–19 gelang erstmals der Aufstieg in die Division 2, wo sie sich einen Platz in der Cricket World Cup League 2 2019–2023 sichern konnte. Im T20I-Cricket schieden sie im Jahr 2019 jedoch schon in der Amerika-Qualifikation aus und verpassten den T20 World Cup 2021.
Am 22. Juni 2017 entschied während der Londoner Jahresversammlung des ICC der Volle Rat einstimmig – auf Empfehlung des Rates im April und einer kürzlichen Anhörung zu Streitbeilegungsausschüssen vor Michael Beloff, die im Juni 2017 abgeschlossen wurde – die United States of America Cricket Association auszuschließen. Dazu gehörte die Weigerung des Leitungsgremiums, eine vom ICC genehmigte Verfassung anzunehmen. Im selben Monat wurde ein neuer sanktionierter Verband, USA Cricket, gegründet und vom ICC als assoziiertes Mitglied aufgenommen.

### Wiederaufstieg
Nachdem die Amerikaner 2018 Singapur im Finale der Division 3 bezwungen hatten, erreichten sie erstmals Division 2. Im April 2019 qualifizierten sich die Vereinigten Staaten, nachdem sie Division 2 unter den besten vier abgeschlossen hatten, für die Cricket World Cup League 2 2019–2023, was ihnen die Chance bot, das Qualifikationsturnier für den Cricket World Cup 2023 zu erreichen. Alle Spiele in der Cricket World Cup League 2 wurden als ODIs anerkannt. In der World Cup League 2 konnten die Amerikaner das Drei-Nationen-Turnier in den Vereinigten Arabischen Emiraten für sich entscheiden, landeten beim Turnier in Nepal jedoch auf dem letzten Platz. Die United States Tri-Nation Series im September 2019 waren die erste ODI-Serie in den Vereinigten Staaten und der Gastgeber belegte hinter Namibia und vor Papua-Neuguinea den zweiten Platz, das zweite Turnier im April 2020 musste jedoch wie andere Turniere wegen der COVID-19-Pandemie verschoben werden.
Im November 2021 kündigte Irland für den Dezember 2021 eine Tour von fünf Spielen in die Vereinigten Staaten an, bevor es von dort im Januar 2022 für eine ODI-Serie in die West Indies aufbrechen würde. Damit waren die USA erstmals Gastgeber einer bilateralen Serie gegen ein Vollmitglied des ICC. Die Serie begann mit zwei T20Is; nach einem langsamen Start im ersten Spiel begann im zweiten Innings eine hohe Partnerschaft zwischen Sushant Modani und Gajanand Singh, was den Gastgeber auf ein Ergebnis von 188 Runs brachte. Irland erzielte in der Run-Jagd 26 Runs zu wenig, womit die Vereinigten Staaten ihren ersten Sieg überhaupt gegen eine Test-Nation erzielten. Die Iren egalisierten die T20I-Serie im zweiten Spiel; sie begannen am Schlag und wurden für 150 Runs ausgebowlt, der Gastgeber erzielte jedoch neun Runs zu wenig. Auf die beiden T20Is sollte eine ODI-Serie folgen, die jedoch am 28. Dezember 2021 wegen mehrerer COVID-19-Fälle abgesagt werden musste. Im November 2021 wurden die Vereinigten Staaten zusammen mit den West Indies zum Gastgeber des T20 World Cup 2024 ernannt. Dabei wurden erstmals Spiele bei einem internationalen Turnier in den Vereinigten Staaten ausgetragen. Im März 2022 kündigte der Verband in Vorbereitung auf die Major League Cricket 2023 Investitionen in Höhe von 110 Millionen US-Dollar für die Renovierung von acht Stadien an.
Die Oman Tri-Nation Series im September 2021 gegen den Gastgeber und Nepal beendeten die Vereinigten Staaten nach nur einem Sieg auf dem dritten Platz. Die United States Tri-Nation Series gegen Schottland und die Vereinigten Arabischen Emirate schloss der Gastgeber zwar Punktgleich, aber mit einer schlechteren Net Run Rate auf dem dritten Platz ab, während sie die anschließende United States Tri-Nation Series im Juni 2022 gegen Nepal und Oman nach nur einer Niederlage und einem Remis für sich entschieden. Bei der Scotland Tri-Nation Series im August 2022 belegten die Vereinigten Staaten hinter dem Gastgeber und vor den Vereinigten Arabischen Emiraten den zweiten Platz. In der Papua New Guinea Tri-Nation Series im September 2022 belegten die Vereinigten Staaten hinter Namibia und dem Gastgeber den dritten Platz. Die Namibia Tri-Nation Series im November 2022 gewannen die Vereinigten Staaten aufgrund der besseren Net Run Rate vor dem Gastgeber und Papua-Neu-Guinea. Nach Abschluss aller Tri-Nation Series beendeten die Vereinigten Staaten die Cricket World Cup League 2 2019–2023 auf dem fünften Platz, womit sie das Cricket World Cup Qualifier Play-off 2023 erreichten, das sie mit den punktgleichen Vereinigten Arabischen Emirate aufgrund der besseren Net Run Rate auf dem ersten Platz abschlossen. Damit erreichten sie den Cricket World Cup Qualifier 2023 für den Cricket World Cup 2023 und sicherten sich gleichzeitig einen Platz in der Cricket World Cup League 2 2023–2027 für den Cricket World Cup 2027. Beim Cricket World Cup Qualifier 2023 in Simbabwe erreichten die USA den zehnten Platz, womit sie das Hauptturnier in Indien verpassten.
Auf einen 4–0-Seriensieg gegen Kanada im April 2024 folgte erstmals eine T20I-Serie gegen Bangladesch von drei Spielen. Die Vereinigten Staaten gewannen das erste Spiel der Serie mit fünf Wickets, gleichbedeutend mit dem ersten Sieg gegen Bangladesch überhaupt, woraufhin sie mit einem Sieg von sechs Runs im zweiten Spiel erstmals eine Serie gegen ein Vollmitglied gewinnen konnten. Diese Spiele dienten den Amerikanern als Vorbereitung auf ihr Debüt beim T20 World Cup. In ihrem ersten Vorrundenspiel gewannen die Mitgastgeber gegen den Rivalen Kanada mit sieben Wickets. Im zweiten Spiel gelang den Amerikanern ein aufsehen erregender Sieg über den haushohen Favoriten Pakistan im Super Over. Dieser Überraschungssieg zog großes Medieninteresse nach sich und entfachte Optimismus über eine Etablierung des Cricket im Land. Das letzte Vorrundenspiel gegen Irland musste aufgrund Regens abgesagt werden, womit die Amerikaner mit ihren zweiten Gruppenplatz die Super 8 erreichten (womit Pakistan, Kanada und Irland ausschieden) und sich gleichzeitig die direkte Qualifikation zum T20 World Cup 2026 sicherten. In der Super 8 schieden die Vereinigten Staaten nach Niederlagen gegen Südafrika, die West Indies und England jedoch aus dem Turnier aus.

## Organisation
USA Cricket (USAC) wurde 2017 als Nachfolgerverband der ausgeschlossenen United States of America Cricket Association (USACA) gegründet. Seit 2018 vertritt der Verband das Land beim International Cricket Council (ICC) als assoziiertes Mitglied. Er ist verantwortlich für die Organisation des Cricket in den Vereinigten Staaten. Die Amerikanischen Jungferninseln, ein Außengebiet der Vereinigten Staaten, sind Mitglied von Cricket West Indies, wodurch seine Spieler für das West Indies Cricket Team nominiert werden können.
USA Cricket stellt die die Vereinigten Staaten vertretenden Cricket-Nationalmannschaften, einschließlich der für die Männer, Frauen und Jugend, zusammen. Der Verband ist außerdem für die Durchführung von ODI- und T20I-Serien gegen andere Nationalmannschaften sowie die Organisation von Heimspielen und -turnieren verantwortlich. Neben der Aufstellung des Teams kümmert er sich auch um den Kartenverkauf, die Gewinnung von Sponsoren und die Vermarktung der Medienrechte.
Kinder und Jugendliche werden bereits in der Schule an den Cricketsport herangeführt und je nach Interesse und Talent beginnt dann die Ausbildung. Wie andere Cricketnationen verfügen die Vereinigten Staaten über eine U-19-Nationalmannschaft, die an der entsprechenden Weltmeisterschaft teilnimmt.

## Trikots und Logo
Im ODI- und T20I-Cricket tragen US-amerikanische Spieler blaue Trikots mit roten Farbakzenten sowie blauen Ärmeln und einem blauen Halskragen sowie blauen Hosen. Feldspieler tragen eine blaue Baseball-Kappe oder einen blauen Sonnenhut. Die Helme der Batter sind ebenfalls blau gehalten. Bei offiziellen ICC-Turnieren erscheint das Logo des Sponsors auf dem rechten Ärmel und die Aufschrift USA auf der Vorderseite des Trikots.
Das Logo von USA Cricket zeigt einen Cricketschläger vor einen rot-weiß-gestreiften Schild mit dem weißen Schriftzug USA Cricket vor einem blauen Hintergrund darüber; weiß, blau und rot sind die Nationalfarben der Vereinigten Staaten.

## Stadien

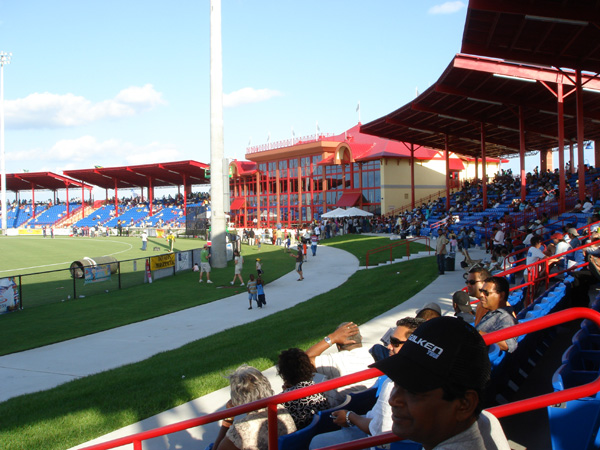
Der Central Broward Regional Park ist eines von fünf US-amerikanischen Stadien mit offiziellen ODI-Status

Die Vereinigten Staaten verfügen über kein offizielles Heimstadion für ihre Nationalmannschaft, sondern bestreiten Heimspiele in verschiedenen Stadien. Die US-amerikanische Mannschaft nutzte bisher auf heimischen Boden fünf Stadien für die Austragung von Heimspielen, darunter das nur temporär erstellte Nassau County International Cricket Stadium:
| Nr. | Stadion                                     | Stadt                 | Erstaustragung     |
| --- | ------------------------------------------- | --------------------- | ------------------ |
| 1   | Central Broward Regional Park               | Lauderhill, Florida   | 13. September 2019 |
| 2   | Moosa Stadium                               | Pearland, Texas       | 28. Mai 2022       |
| 3   | Prairie View Cricket Complex                | Prairie View, Texas   | 7. April 2024      |
| 4   | Grand Prairie Stadium                       | Grand Prairie, Texas  | 1. Juni 2024       |
| 5   | Nassau County International Cricket Stadium | East Meadow, New York | 3. Juni 2024       |

## Rivalität mit Kanada
Der größte Rivale der Vereinigten Staaten im Cricket ist Kanada. Beide Mannschaften trafen 1844 beim ersten Länderspiel überhaupt aufeinander und spielen seitdem jährlich gegeneinander, mit Ausnahme der Jahre von 1913 bis 1962 sowie zwischen 1994 und 2011. Als Teil dieser Rivalität spielen beide Nationalmannschaften um den K.A. Auty Cup, der von Karl André Auty gestiftet wurde. Dies ist die älteste und bis heute längste bilaterale Rivalität im internationalen Sport.

## Spieler

### Spielerstatistiken
Insgesamt haben für die Vereinigten Staaten 42 Spieler ODIs und 38 Spieler T20Is gespielt. Im Folgenden sind die Spieler aufgeführt, die für die Mannschaft der Vereinigten Staaten die meisten Runs und Wickets erzielt haben.

#### Runs
| ODI                  | ODI                  | ODI                  | ODI                  | T20I                 | T20I                 | T20I                 | T20I                 |
| Spieler              | Zeitraum             | ODIs                 | Runs                 | Spieler              | Zeitraum             | T20Is                | Runs                 |
| -------------------- | -------------------- | -------------------- | -------------------- | -------------------- | -------------------- | -------------------- | -------------------- |
| Aaron Jones          | 2019–heute           | 43                   | 1.454                | Steven Taylor        | 2019–heute           | 30                   | 816                  |
| Monank Patel         | 2019–heute           | 47                   | 1.446                | Aaron Jones          | 2019–heute           | 32                   | 546                  |
| Steven Taylor        | 2019–heute           | 45                   | 1.192                | Monank Patel         | 2019–heute           | 27                   | 507                  |
| Gajanand Singh       | 2021–heute           | 32                   | 0986                 | Andries Gous         | 2024–heute           | 12                   | 380                  |
| Sushant Modani       | 2021–heute           | 31                   | 0831                 | Jaskaran Malhotra    | 2019–2022            | 17                   | 267                  |
| Stand: 24. Juni 2024 | Stand: 24. Juni 2024 | Stand: 24. Juni 2024 | Stand: 24. Juni 2024 | Stand: 24. Juni 2024 | Stand: 24. Juni 2024 | Stand: 24. Juni 2024 | Stand: 24. Juni 2024 |

#### Wickets
| ODI                  | ODI                  | ODI                  | ODI                  | T20I                 | T20I                 | T20I                 | T20I                 |
| Spieler              | Zeitraum             | ODIs                 | Wickets              | Spieler              | Zeitraum             | T20Is                | Wickets              |
| -------------------- | -------------------- | -------------------- | -------------------- | -------------------- | -------------------- | -------------------- | -------------------- |
| Saurabh Netravalkar  | 2019–heute           | 48                   | 73                   | Saurabh Netravalkar  | 2019–heute           | 33                   | 33                   |
| Nisarg Patel         | 2019–heute           | 41                   | 42                   | Nisarg Patel         | 2019–heute           | 21                   | 27                   |
| Nosthush Kenjige     | 2019–heute           | 40                   | 38                   | Jasdeep Singh        | 2019–heute           | 14                   | 13                   |
| Steven Taylor        | 2019–heute           | 45                   | 37                   | Rusty Theron         | 2021–2022            | 09                   | 12                   |
| Ali Khan             | 2019–heute           | 15                   | 33                   | Ali Khan             | 2021–heute           | 14                   | 12                   |
| Stand: 14. Juni 2024 | Stand: 14. Juni 2024 | Stand: 14. Juni 2024 | Stand: 14. Juni 2024 | Stand: 14. Juni 2024 | Stand: 14. Juni 2024 | Stand: 14. Juni 2024 | Stand: 14. Juni 2024 |

### Mannschaftskapitäne
Bisher haben insgesamt vier Spieler als Kapitän für die Vereinigten Staaten bei einem ODI fungiert und drei für ein T20I.
| ODI | ODI                 | ODI        | T20I                | T20I       |
| Nr. | Name                | Zeitraum   | Name                | Zeitraum   |
| --- | ------------------- | ---------- | ------------------- | ---------- |
| 1   | Richard Staple      | 2004       | Saurabh Netravalkar | 2019       |
| 2   | Saurabh Netravalkar | 2019–2021  | Monank Patel        | 2021–2024  |
| 3   | Monank Patel        | 2022–heute | Aaron Jones         | 2022–heute |
| 4   | Aaron Jones         | 2023       |                     |            |

## Bilanz
Die Mannschaft hat die folgenden Bilanzen gegen die Vollmitglieder des ICC im ODI- und T20I-Cricket (Stand: 24. Juni 2024).
| Gegner      | ODIs | ODIs | ODIs | ODIs | ODIs | T20Is | T20Is | T20Is | T20Is | T20Is |
| Gegner      | Sp.  | S    | U    | N    | NR   | Sp.   | S     | U     | N     | NR    |
| ----------- | ---- | ---- | ---- | ---- | ---- | ----- | ----- | ----- | ----- | ----- |
| Australien  | 1    | 0    | 0    | 1    | 0    | 0     | 0     | 0     | 0     | 0     |
| Bangladesch | 0    | 0    | 0    | 0    | 0    | 3     | 2     | 0     | 1     | 0     |
| England     | 0    | 0    | 0    | 0    | 0    | 1     | 0     | 0     | 1     | 0     |
| Indien      | 0    | 0    | 0    | 0    | 0    | 1     | 0     | 0     | 1     | 0     |
| Irland      | 1    | 0    | 0    | 1    | 0    | 2     | 1     | 0     | 1     | 0     |
| Neuseeland  | 1    | 0    | 0    | 1    | 0    | 0     | 0     | 0     | 0     | 0     |
| Pakistan    | 0    | 0    | 0    | 0    | 0    | 1     | 0     | 1     | 0     | 0     |
| Simbabwe    | 1    | 0    | 0    | 1    | 0    | 1     | 0     | 0     | 1     | 0     |
| Südafrika   | 0    | 0    | 0    | 0    | 0    | 1     | 0     | 0     | 1     | 0     |
| West Indies | 1    | 0    | 0    | 1    | 0    | 1     | 0     | 0     | 1     | 0     |

## Internationale Turniere

### Cricket World Cup
- 1975: nicht qualifiziert
- 1979: nicht qualifiziert (Qualifikation)
- 1983: nicht qualifiziert (Qualifikation)
- 1987: nicht qualifiziert (Qualifikation)
- 1992: nicht qualifiziert (Qualifikation)
- 1996: nicht qualifiziert (Qualifikation)
- 1999: nicht qualifiziert (Qualifikation)
- 2003: nicht qualifiziert (Qualifikation)
- 2007: nicht qualifiziert (Qualifikation)
- 2011: nicht qualifiziert
- 2015: nicht qualifiziert
- 2019: nicht qualifiziert
- 2023: nicht qualifiziert (Qualifikation)
- 2027: laufende Qualifikation

### Champions Trophy
- 1998: nicht qualifiziert
- 2000: nicht qualifiziert
- 2002: nicht qualifiziert
- 2004: Vorrunde
- 2006: nicht qualifiziert
- 2009: nicht qualifiziert
- 2013: nicht qualifiziert
- 2017: nicht qualifiziert
- 2025: nicht qualifiziert

### T20 World Cup
- 2007: nicht qualifiziert
- 2009: nicht qualifiziert
- 2010: nicht qualifiziert
- 2012: nicht qualifiziert (Qualifikation)
- 2014: nicht qualifiziert (Qualifikation)
- 2016: nicht qualifiziert (Qualifikation)
- 2021: nicht qualifiziert
- 2022: nicht qualifiziert (Qualifikation)
- 2024: Super 8
- 2026: qualifiziert